# Uracanthus fuscocinereus
Uracanthus fuscocinereus är en skalbaggsart som beskrevs av White 1855. Uracanthus fuscocinereus ingår i släktet Uracanthus och familjen långhorningar. Inga underarter finns listade i Catalogue of Life.